# 前40年代
| 千纪： | 前1千纪                                                                                          |
| 世纪： | 前2世纪 \| 前1世纪 \| 1世纪                                                                      |
| 年代： | 前70年代 \| 前60年代 \| 前50年代 \| 前40年代 \| 前30年代 \| 前20年代 \| 前10年代                 |
| 年份： | 前49年 \| 前48年 \| 前47年 \| 前46年 \| 前45年 \| 前44年 \| 前43年 \| 前42年 \| 前41年 \| 前40年 |

前40年代從前49年1月1日開始，於前40年12月31日結束。

## 大事记
- 公元前49年，郅支單于棄單于庭，西滅烏揭、堅昆、丁零三國，定都堅昆。
- 公元前49年，漢元帝劉奭嗣位。
- 公元前49年，龐培與元老院下令免愷撒高盧總督，愷撒遂統軍回攻羅馬城，龐培兵敗東奔，元老院選愷撒為執政官。
- 公元前48年，漢於西域置戊己校尉，屯田車師故地。
- 公元前48年，愷撒追擊龐培，龐培逃往托勒密王國，被刺身死。元老院選愷撒為終身執政官。
- 公元前46年，漢政府放棄珠崖郡，遷民於內地。
- 公元前44年，郅支單于殺汉朝使臣谷吉，與康居結盟，因率眾西入康居，數攻烏孫。
- 公元前44年，愷撒摯友布魯斯特、加西阿斯於元老院刺死愷撒。
- 公元前43年，呼韓邪單于遷歸單于庭。
- 公元前43年，屋大維、安東尼、雷必達被選為執政官。
- 公元前40年，宦官石顯誣太中大夫張猛有罪，張猛自殺。

## 出生
- 前45年，新帝，中國新朝皇帝。

## 逝世
- 公元前49年，漢宣帝，漢朝皇帝。
- 公元前44年，愷撒，羅馬帝國的締造者。